# Jo Hyun-jae
Đây là một tên người Triều Tiên, họ là Jo.
Jo Hyun-jae (sinh ngày 9 tháng 5 năm 1980) là diễn viên Hàn Quốc thành công sau bộ phim mang tên "49 ngày"
.

## Phim tham gia

### Phim truyền hình
| Năm  | Tên phim                     | Vai diễn                    | Đài truyền hình | Ghi chú         |
| ---- | ---------------------------- | --------------------------- | --------------- | --------------- |
| 2000 | KAIST                        | Jang Dong-ha (tập 75)       | SBS             |                 |
| 2000 | Golden Pond                  | Thầy giáo mỹ thuật          | SBS             |                 |
| 2001 | Father and Sons              | Jong-du                     | SBS             |                 |
| 2001 | That's Perfect!              | Hyun-jae                    | SBS             |                 |
| 2002 | Daemang (The Great Ambition) | Prince Somyeong             | SBS             |                 |
| 2003 | Love Letter                  | Lee Woo-jin (Andrea/Andrew) | MBC             |                 |
| 2003 | First Love                   | Han Young-woo               | SBS             |                 |
| 2004 | Star's Echo                  | Yoo Sung-jae                | MBC             |                 |
| 2004 | Sunlight Pours Down          | Jung Eun-sup                | SBS             |                 |
| 2004 | Forbidden Love               | Kang Min-woo                | KBS2            |                 |
| 2005 | Only You                     | Han Yi-joon                 | SBS             |                 |
| 2005 | Tình khúc hoàng cung         | Seodong (King Mu of Baekje) | SBS             |                 |
| 2008 | One Mom and Three Dads       | Han Soo-hyun                | KBS2            |                 |
| 2011 | 49 ngày                      | Han Kang                    | SBS             |                 |
| 2013 | Rouge Hegemon                | Xiao Wu Ke                  | Hồ Nam TV       | Phim Trung Quốc |
| 2013 | Ad Genius Lee Tae-baek       | Addie Kang                  | KBS2            |                 |
| 2013 | The King's Daughter          | Crown Prince Myeongnong     | MBC             |                 |
| 2014 | Youth Storm                  | Ye Zi Xuan                  | Kunming5Ch.     | Phim Trung Quốc |
| 2015 | Yong-pal                     | Han Do-joon                 | SBS             |                 |

### Phim điện ảnh
| Năm  | Tên                     | Vai                  | Ghi chú            |
| ---- | ----------------------- | -------------------- | ------------------ |
| 2003 | Untold Scandal          | Kwon In-ho           |                    |
| 2004 | Joy of Love             | Travis1984           | Phim ngắn Internet |
| 2008 | The Guard Post          | Trung úy Yoo Jeong-u |                    |
| 2014 | The Actress Is Too Much | Hong Jin-woo         |                    |

### Music video
| Năm  | Ca khúc           | Ca sĩ |
| ---- | ----------------- | ----- |
| 2007 | "Love's Greeting" | SeeYa |
| 2007 | "Ice Doll"        | SeeYa |

## Đĩa hát
| Thông tin | Danh sách |
| --- | --- |
| 가디안 (Guardian) - Thể hiện: Guardian - Album - Ra mắt: 1 tháng 5 năm 1998                                                                                              | Danh sách 1. Intro 2. 슬픈 인연 3. 아르바이트 4. 세상이 가르쳐준 이별 5. 수호천사 6. 빨라 빨라 7. 애상 8. 미스터 플라워 9. 죄와 벌 10. 일요일 아침같은 그대 11. 혼돈 12. Outro |
| 다른 공간, 같은 추억 (Different Space, Same Memory) - Thể hiện: Jo Hyun-jae - Đĩa đơn - Phát hành: DMS Communications - Ra mắt: 30 tháng 3 năm 2009                      | Danh sách 1. 그대가 내게 해준 말 (Words You Said to Me) 2. 바람처럼 그대 곁에 (Beside You Like the Wind) 3. 내 꿈을 하늘에 뿌린다 (Scatter My Dreams Across the Sky) 4. 그대가 내게 해준 말 (Words You Said to Me) (Inst.) 5. 바람처럼 그대 곁에 (Beside You Like the Wind) (Inst.) 6. 내 꿈을 하늘에 뿌린다 (Scatter My Dreams Across the Sky) (Inst.) |
| 단 하루를 살아도 (Even If I Live Just One Day) - Thể hiện: Jo Hyun-jae - Từ nhạc phim 49 ngày - Phát hành: Star Entry Entertainment, Danal - Ra mắt: 25 tháng 4 năm 2011 | Danh sách 1. 단 하루를 살아도 (Even If I Live Just One Day) 2. 단 하루를 살아도 (Even If I Live Just One Day) (Inst.) 3. 단 하루를 살아도 (Even If I Live Just One Day) (MR) |

## Giải thưởng và đề cử
| Năm  | Giải thưởng                                         | Hạng mục                                   | Phim tham gia                  | Kết quả   |
| ---- | --------------------------------------------------- | ------------------------------------------ | ------------------------------ | --------- |
| 2003 | SBS Drama Awards                                    | Ngôi sao mới                               | First Love                     | Đoạt giải |
| 2005 | SBS Drama Awards                                    | Top 10 Ngôi sao                            | Only You, Tình khúc hoàng cung | Đoạt giải |
| 2006 | 42nd Baeksang Arts Awards                           | Nam diễn viên được yêu thích nhất (TV)     | Tình khúc hoàng cung           | Đoạt giải |
| 2007 | Andre Kim Best Star Awards                          | Star Award                                 | —                              | Đoạt giải |
| 2011 | Giải thưởng Văn hóa và Giải trí Hàn Quốc lần thứ 19 | Ngôi sao Hallyu                            | 49 ngày                        | Đoạt giải |
| 2011 | SBS Drama Awards                                    | Nam diễn viên xuất sắc trong Drama Special | 49 ngày                        | Đề cử     |
| 2013 | MBC Drama Awards                                    | Nam diễn viên xuất sắc trong Serial Drama  | The King's Daughter            | Đề cử     |